# John Gellibrand

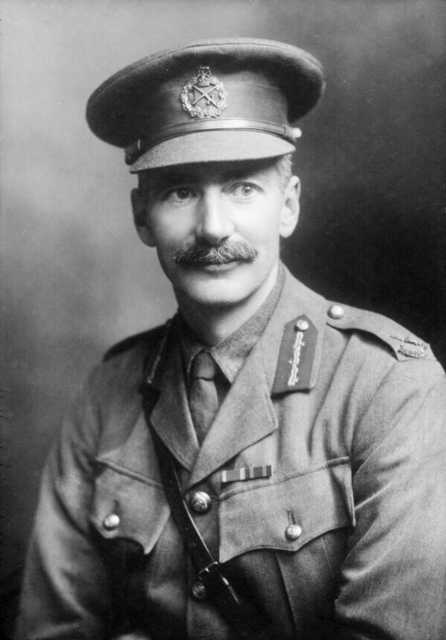
John Gellibrand

Sir John Gellibrand, KCB, DSO (* 5. Dezember 1872 in Lleintwardeine, Ouse, Tasmanien; † 3. Juni 1945 in Balaclawa, Murrindindi), war ein australischer Generalmajor und Farmer, bei Ende des Ersten Weltkrieges war er Kommandeur der 3rd Australian Division an der Westfront.

## Leben

### Frühe Zeit
John Gellibrand wurde als Sohn des Viehzüchters und Parlamentariers Thomas Lloyd Gellibrand und dessen Frau Isabella (geborene Brown) auf Tasmanien geboren. Er wurde 1876 nach dem Tod seines Vaters von der Mutter mit seinen sechs Geschwistern nach England gebracht und absolvierte ab 1882 das Royal Military College Sandhurst in England. Er qualifizierte sich 1893 als Dolmetscher der deutschen und französischen Sprache. Er machte seinen Abschluss in Sandhurst als Klassenbester, doch seine ausgesprochene Unkonventionalität entfremdete ihn von vielen seiner Zeitgenossen und Vorgesetzten. Als Offizier der britischen Armee diente er im Zweiten Burenkrieg in Südafrika. Obwohl er während des Burenkrieges von 1899 bis 1902 mit Auszeichnung gedient hatte, wurde er nach einer Welle von Armeekürzungen unerwartet auf Halbsold gesetzt. 1907 gab er seine militärische Karriere auf und betrieb eine eigene Landwirtschaft.

### Im Ersten Weltkrieg
Obwohl im August 1914 beim Kriegsausbruch als Farmer tätig, bot Gellibrand der Armee sofort seine Dienste an. Sechzehn Tage später, am 20. August 1914, wurde er im Rang eines Captain in die Australian Imperial Force aufgenommen und erhielt als Major den Posten des stellvertretenden Quartiermeisters der 1st Division, die von William Throsby Bridges befehligt wurde. In Ägypten trainiert, nahm er im März 1915 an der Landung auf Gallipoli teil. Dabei durch Splitter einer explodierenden Granate verwundet, kehrte er nach einer Erholungszeit am 31. Mai 1915 nach Anzac Cove zurück. Im folgenden Monat zur 2nd Division nach Ägypten zurück versetzt, kehrte er im September 1915 mit dieser Einheit nach Gallipoli zurück. Für seinen kontinuierlichen Einsatz auf Gallipoli wurde Gellibrand als Companion des Distinguished Service Order ausgezeichnet. Seit August 1915 war er stellvertretender Adjutant und Generalquartiermeister im Hauptquartier der 2nd Division. Gellibrand erkrankte im Oktober 1915 zum zweiten Mal an Typhus (erstmalig während der Aktionen im Burenkrieg) und wurde für eine kurze Erholung evakuiert, bevor er am 23. Oktober zurückkehrte.
Im Dezember 1915 wurde er zum Lieutenant-Colonel befördert und erhielt das Kommando über das 12. Bataillon. Drei Monate später wurde er in Ägypten während der Reorganisation der stark erweiterten AIF zum Kommandeur der 6. Infanterie-Brigade ernannt, nachdem er im März 1916 zum Colonel und Brevet-Brigadier-General befördert worden war. Am 10. April 1916 traf Gellibrand mit der 6. Brigade an der Westfront ein. Gellibrand wurde bald darauf von einer deutschen Granate verwundet, die am 21. Mai in der Nähe seines Hauptquartiers einschlug. Nach seiner in England erfolgten Genesung kehrte er am 28. Juni 1916 rechtzeitig zur Schlacht an der Somme an die Front zurück. Seine Brigade kämpfte bei Pozieres und bei Mouquet Farm, obwohl Gellibrand für seine Führung gelobt wurde, zog er selbst Kritik auf sich, weil er sein Hauptquartier mehrere Kilometer hinter der Frontlinie platziert hatte. Ein Historiker des 12. Bataillons schrieb später, dass Gellibrand nicht nur über gründliche Kenntnisse der Infanterieausbildung verfügte, sondern „mit einem wunderbaren Verständnis der menschlichen Natur begabt war und in der Lage war, ohne erkennbare Anstrengung das Maximum an Arbeit aus seinem Bataillon herauszuholen“.
Gellibrands Kommandoversagen bei den Einsätzen im Raum Bapaume (März/April 1917) und insbesondere in der Schlacht bei Bullecourt (Mai 1917) hat das Vertrauen des australischen Generals William Birdwood stark beeinträchtigt. Gellibrand wurde aufgrund von Missverständnissen zwischen ihm und dem Stab der 2nd Division vom Kommando der 6. Brigade entbunden. Nachdem General Birdwood erfolglos versucht hatte, das Verhältnis beizulegen, schickte er Gellibrand vorübergehend zu den AIF-Depots ins Vereinigte Königreich, wo er die gesamte Organisation überholte und drastische Änderungen im Ausbildungsplan  vornahm. Nachdem die Aufgabe abgeschlossen war, kehrte er im November 1917 an die französische Front zurück, wo er den Befehl der 12. Infanterie-Brigade übernahm, die während der deutschen Frühjahrsoffensive im April 1918 in Dernancourt gute Leistungen erbrachte.
Ende Mai 1918 wurde Lieutenant-General Sir John Monash zum Befehlshaber des australischen Korps und Gellibrand erhielt – über den Kopf des wohl besser geeigneten Pompey Elliott – das Kommando über die 3rd Division. Im Einklang mit seinem neuen Kommando wurde Gellibrand dementsprechend am 1. Juni 1918 zum Major-General befördert und führte die 3rd Division mit herausragendem Erfolg bei den Operationen entlang der Somme, in der Schlacht von Hamel und beim Durchbruch der Hindenburg-Linie. Er wurde außerdem mit der US-amerikanischen Distinguished Service Medal, dem französischen Croix de Guerre und als Offizier der Ehrenlegion ausgezeichnet.
Nach dem Waffenstillstand wurde Gellibrand am 1. Januar 1919 von König Georg V. als Knight Commander des Order of the Bath geadelt und kehrte anschließend nach Tasmanien zurück.

### Nach dem Krieg
Nach Kriegsende kehrte Gellibrand auf seine Farm in Risdon zurück. Kaum angekommen, als ihm die tasmanische Verwaltung im August 1919 den Posten eines Beauftragten für den öffentlichen Dienst anbot, den er unter Vorbehalt annahm. In charakteristischer Weise legte Gellibrand Wert darauf, sich persönlich mit den Bedingungen des Dienstes zu befassen. Zwölf Monate später trat er zurück, als die Regierung seine Vorschläge zur Neuordnung des öffentlichen Dienstes ablehnte. Kurz zuvor lud ihn die viktorianische Regierung ein, Chief Commissioner of Police zu werden. Er trat die Ernennung im August 1920 an, trat jedoch bereits im Februar 1922 zurück, als die von ihm empfohlenen Reformen auf Eis gelegt wurden. Als die australischen Streitkräfte ab 1921 neu organisiert wurden, nahm Gellibrand, der damals in Melbourne lebte, die Einladung des Military Board an, die 3rd Division mit Hauptquartier in Victoria zu befehligen. Im nächsten Jahr gab er diese Ernennung jedoch wieder auf und kehrte nach Tasmanien zurück.
Ende 1925 wurde Gellibrand als Mitglied der Nationalen Fraktion für Denison in das Repräsentantenhaus gewählt, wurde jedoch bei den allgemeinen Wahlen von 1928 und 1929 wieder abgewählt. Die nächsten acht Jahre arbeitete er fleißig und ruhig auf seiner Farm Risdon. Zudem leitete er die Farm Garth, ein zwangsversteigertes Anwesen in der Nähe von Smithton, das er von der Australian Mutual Provident Society abgekauft hatte, als er deren Direktor war.
Gellibrand wurde in den 1930er Jahren gelegentlich von den Premierministern Lyons und Menzies in Verteidigungsangelegenheiten konsultiert. Er engagierte sich weiterhin für eine starke Landesverteidigung und eine verstärkte Armee.
Im Alter von 63 Jahren, beschloss er sich 1936 in Victoria niederzulassen, hauptsächlich um in der Nähe seines Sohnes zu leben, der damals auf dem Land in Yea lebte. Er verkaufte die Farmen Risdon und Garth und kaufte sich neu in Balaclava in Murrindindi, in der Nähe von Yea ein, wohin er im Januar 1937 übersiedelte. Der Zweite Weltkrieg brachte Gellibrand im Juni 1940 die Ernennung zum Kommandeur des Victorian Volunteer Defense Corps ein, obwohl er aus gesundheitlichen Gründen im folgenden Monat in den Ruhestand gehen musste. Gellibrand starb am 3. Juni 1945 in Balaclava, Murrindindi, an einer zerebrovaskulären Krankheit und wurde auf dem Yea-Friedhof begraben.